# 蒙夏恩鎮區 (明尼蘇達州大石湖縣)
蒙夏恩鎮區（英語：Moonshine Township）是位於美國明尼蘇達州大石湖縣的一個行政鎮區。

## 地方資料
蒙夏恩鎮區的面積為97.30平方千米，當中陸地面積為97.20平方千米，而水域面積為0.10平方千米。根據2020年美國人口普查的數據，當地共有人口85人，而人口密度為每平方千米0.87人。